# Kaledóniai-csatorna

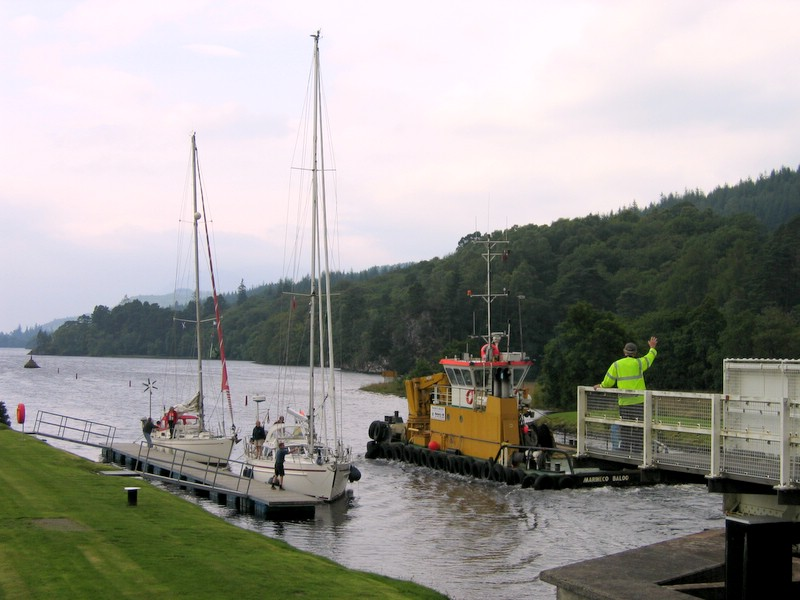
A Kaledóniai-csatorna

A Kaledóniai-csatorna Skóciában a Felföldön, a Kaledóniai-árokban a Loch Ness, a Loch Oich és a Loch Lochy tavakat összekötő vízi út. A csatorna építésének munkálatai Thomas Telford mérnök irányítása alatt 1804-ben kezdődtek el, s teljes 18 évet vettek igénybe, míg a három tavat összekapcsoló, valamennyi csatornaszakasz elkészült. Hossza - Inverness és Linnhe között - 88 km (ebből csak 35 km épített), s 32 m-es szintkülönbséget hidal át. Csekély mélysége miatt halász- és sporthajók tudják használni.